# Stenkumlet
Stenkumlet är en plats längs Knivstigen i Kniva i Falu kommun.
Vid Stenkumlet hålls i juni månad varje år en utomhusgudstjänst med sång, kaffe och bullar. Arrangör är Vika-Hosjö Hembygdsförening. Själva Stenkumlet är en samling mycket stora flyttblock, levererade av den retirerande inlandsisen för cirka 10 000 år sedan. Stenkumlet är också en lämplig rastplats vid vandringar längs Knivstigen.